# Nanyō

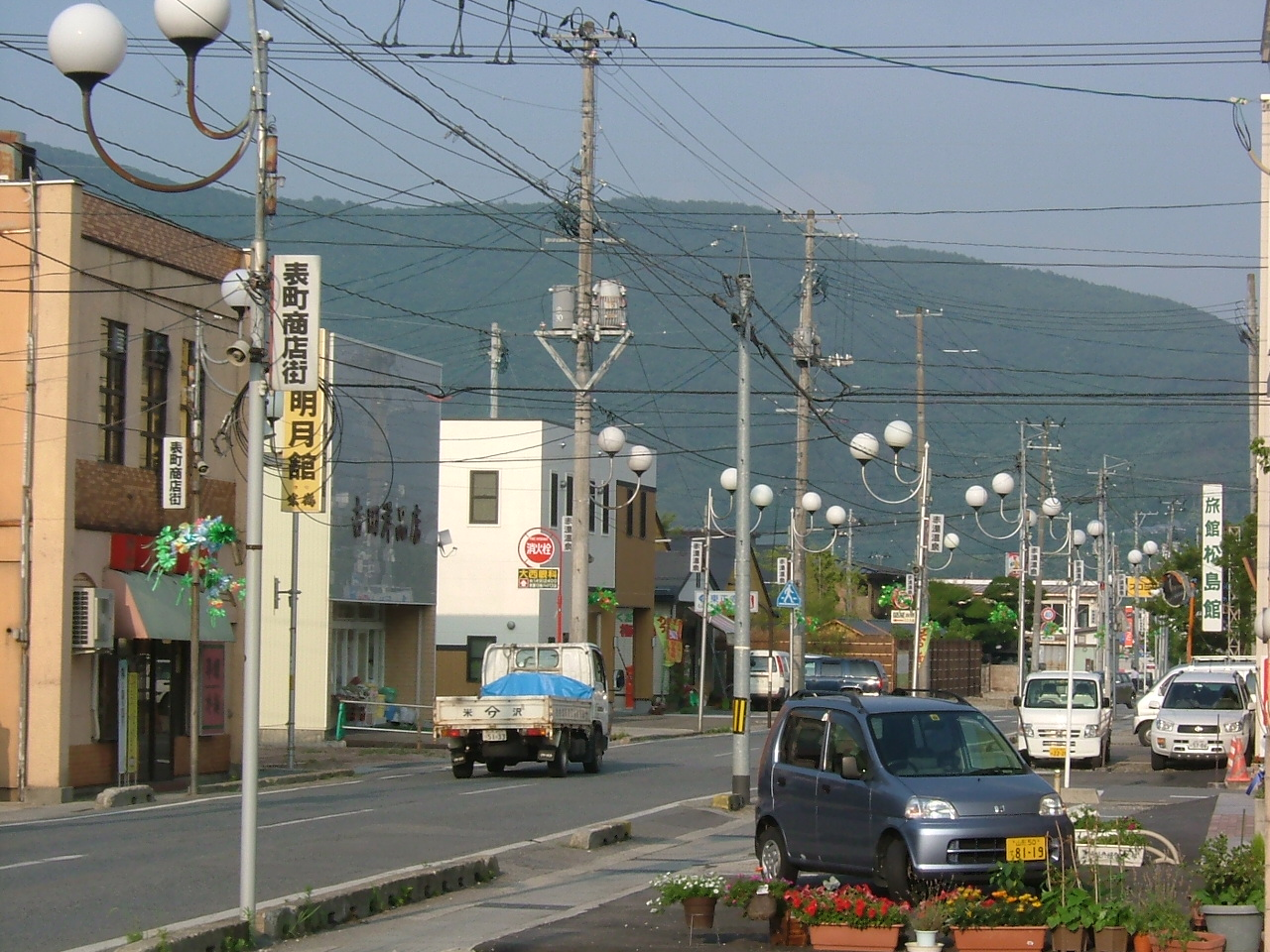
Centrala Nanyō

Nanyō (japanska: 南陽市?, Nan'yō-shi) är en stad i den japanska prefekturen Yamagata på den norra delen av ön Honshu. Nanyō fick stadsrättigheter 1 april 1967. Området runt Nanyo är ett av de mest körsbärsproducerande i landet. 

## Kommunikationer
I staden ligger Akayu station på Yamagata Shinkansen-linjen som ger förbindelse med höghastighetståg till Tokyo.